# Sainte-Brigitte-de-Laval
Sainte-Brigitte-de-Laval ist eine Stadt im Süden der kanadischen Provinz Québec. Sie liegt in der Verwaltungsregion Capitale-Nationale, etwa 25 km nördlich des Zentrums der Provinzhauptstadt Québec. Sainte-Brigitte-de-Laval gehört zur regionalen Grafschaftsgemeinde (municipalité régionale du comté) La Jacques-Cartier, hat eine Fläche von 108,79 km² und zählt 7348 Einwohner (Stand: 2016).

## Geographie
Sainte-Brigitte-de-Laval liegt im engen Tal des Rivière Montmorency, einem Nebenfluss des Sankt-Lorenz-Stroms. Begrenzt wird das Tal von zahlreichen steil aufragenden und bewaldeten Hügeln, die zu den Laurentinischen Bergen gehören. Die Bebauung erstreckt sich über mehrere Kilometer dem rechten Ufer des Montmorency entlang; überbaut ist auch die Flussinsel Île de l’Enchanteresse.
Nachbargemeinden sind Château-Richer im Norden und Osten, L’Ange-Gardien im Südosten, Boischatel im Süden, Québec im Südwesten, Lac-Beauport im Norden sowie Stoneham-et-Tewkesbury im Nordwesten.

## Geschichte
Seit 1663 war das Séminaire de Québec alleiniger Grundbesitzer im Montmorency-Tal, das abgelegene Gebiet blieb aber lange Zeit weitgehend unerschlossen. Dies ändert sich im Jahr 1830, als das Seminar Parzellen zur Verfügung zu stellen begann, unter der Bedingung, dass sie möglichst rasch genutzt würden. Zunächst siedelten sich fast ausschließlich irische Einwanderer an. Später kamen auch Frankokanadier hinzu, die ab den 1870er Jahren die Mehrheit der Bevölkerung stellten. 1863 wurde die Pfarrei Sainte-Brigitte-de-Laval gegründet. Benannt ist sie einerseits nach der irischen Heiligen Brigida von Kildare, andererseits nach François de Montmorency-Laval, dem ersten Bischof von Québec. Seit 2002 gehört Sainte-Brigitte-de-Laval zum Zweckverband Communauté métropolitaine de Québec. 2012 erhielt die Gemeinde den Stadtstatus.

## Bevölkerung
Gemäß der Volkszählung 2011 zählte Sainte-Brigitte-de-Laval 5.696 Einwohner, was einer Bevölkerungsdichte von 52,4 Einw./km² entspricht. 97,5 % der Bevölkerung gaben Französisch als Hauptsprache an, der Anteil des Englischen betrug 1,1 %. Als zweisprachig (Französisch und Englisch) bezeichneten sich 0,4 %, auf andere Sprachen und Mehrfachantworten entfielen 1,0 %. Ausschließlich Französisch sprachen 72,5 %. Im Jahr 2001 waren 89,8 % der Bevölkerung römisch-katholisch, 2,4 % protestantisch und 6,4 % konfessionslos.

## Verkehr
Sainte-Brigitte-de-Laval ist abseits des Durchgangsverkehrs gelegen. Der Ort ist über zwei Hauptstraßen erreichbar, von Lac-Beauport im Westen (dort Anschluss an die Autoroute 73) und vom Québecer Stadtbezirk Beauport im Süden.